# Yu Shaoteng
Yu Shaoteng (chiń. upr. 余少腾; chiń. trad. 餘少騰; pinyin Yú Shàoténg; ur. 26 marca 1979 w Kantonie) – chiński szachista, arcymistrz od 2004 roku.

## Kariera szachowa
W 1995 wystąpił na mistrzostwach świata juniorów do 16 lat, dzieląc V-VI miejsce. W 1998 reprezentował Chiny na rozegranej w Eliście szachowej olimpiadzie, natomiast w 1999 w Shenyangu – na drużynowych mistrzostwach Azji, na których zdobył złoty medal wspólnie z drużyną. W 2001 podzielił II m. w otwartym turnieju w Wijk aan Zee (za Viktoriją Čmilytė, wspólnie z Alexandre Dgebuadze i Andrijem Maksymenką), zwyciężył w Agneaux i Tiencinie oraz wystąpił w Moskwie w pucharowym turnieju o mistrzostwo świata, w I rundzie przegrywając z Zhangiem Zhongiem. W 2002 wypełnił dwie arcymistrzowskie normy (na otwartych turniejach w Trignacu i Linares) oraz zwyciężył w San Sebastián, w 2003 po raz drugi w karierze wystąpił drużynowych mistrzostwach Azji, natomiast w 2004 wypełnił w Bangkoku (na turniejach 2nd ASEAN Masters i 3rd ASEAN Masters) dwie kolejne normy na tytuł arcymistrza. W 2005 zwyciężył (wspólnie z Wangiem Rui i Wangiem Hao) w turnieju strefowym w Pekinie i awansował do turnieju o Puchar Świata (w pierwszej rundzie tego turnieju przegrał z Pentalą Harikrishna). W 2009 zajął IV m. w indywidualnych mistrzostwach Azji, po raz drugi w karierze zdobywając awans do turnieju o Puchar Świata. Podobnie jak w 2005, również w tym przypadku zakończył udział w I rundzie, przegrywając z Maximem Vachierem-Lagrave.
Najwyższy ranking w dotychczasowej karierze osiągnął 1 lipca 2002, z wynikiem 2550 punktów dzielił wówczas 8-9. miejsce (wspólnie z Zhangiem Pengxiangiem) wśród chińskich szachistów.
Jest trenerem Hou Yifan oraz chińskiej kadry kobiet.